# Sportplatz Rheinwiese
Sportplatz Rheinwiese – wielofunkcyjny stadion sportowy w mieście Schaan (Liechtenstein) o pojemności 1 500 miejsc. Swoje mecze domowe rozgrywa na nim klub FC Schaan, występujący na co dzień w szwajcarskiej lidze (5 poziom rozgrywkowy w Szwajcarii).